# Laternser Tal
Laternser Tal är en dal i Österrike.   Den ligger i förbundslandet Vorarlberg, i den västra delen av landet, 500 km väster om huvudstaden Wien.
I omgivningarna runt Laternser Tal växer i huvudsak blandskog. Runt Laternser Tal är det ganska tätbefolkat, med 144 invånare per kvadratkilometer.